# Toru Dutt

Toru Dutt, née le 4 mars 1856 et décédée le 30 août 1877, était une poète et traductrice de l'Inde britannique, qui écrivait en anglais et en français. Elle figure parmi les pionniers de la littérature indienne en anglais, avec Henry Louis Vivian Derozio (1809–1831), Manmohan Ghose (1869–1924) ou Sarojini Naidu (1879–1949). Elle est notamment connue pour ses recueils de poésies en anglais A Sheaf Gleaned in French Fields [Une gerbe glânée dans des champs français] (1877) et Ancient Ballads and Legends of Hindustan [Ballades antiques et légendes d'Hindoustan] (1882), et pour un roman en français, Le Journal de Mademoiselle d'Arvers (1879). Les thèmes dominants de ses poèmes sont la solitude, le patriotisme et la nostalgie.

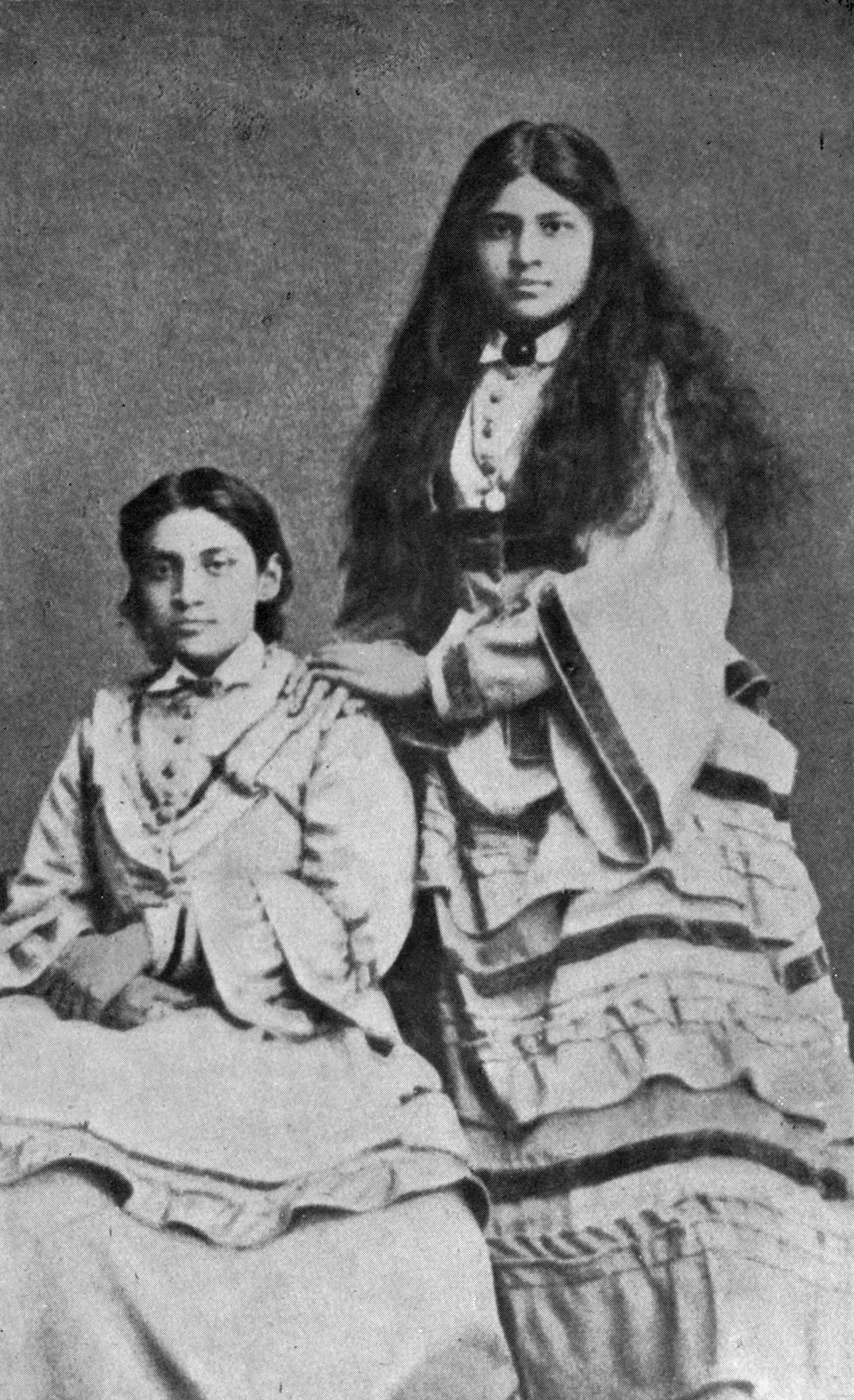
Aru et Toru Dutt

## Biographie

### Enfance et éducation
Toru Dutt est née à Calcutta le 4 mars 1856 dans une famille bengalie convertie au christianisme. Son père était le juge de paix Govind Chandra Dutt et sa mère Kshetramoni Dutt, née Mitter, de la famille Rambagan Dutt. La famille Dutt est l'une des premières de Calcutta à avoir été fortement influencée par la présence de missionnaires chrétiens. Le grand-père de Toru Dutt, ainsi que son père, exerçaient d'importantes responsabilités au sein de l'administration coloniale. Son cousin Romesh Chandra Dutt était aussi écrivain et fonctionnaire indien. Son père se convertit au christianisme en 1862. Sa mère était réticente au début, mais est finalement devenue pratiquante elle aussi. Tous deux ont publié des écrits: des poésies pour son père, la traduction en bengali d'une monographie religieuse pour sa mère.
Toru avait une sœur aînée, Aru, et un frère cadet, Abju. Ils passaient le plus clair de leur temps à Calcutta, entre une maison en ville et une villégiature dans le faubourg de Baugmaree. Toru fut éduquée à la maison par son père et le précepteur indien Babu Shib Chunder Banerjee, elle y a appris le français et l'anglais, enfin le sanskrit, en plus de sa langue maternelle, le bengali. Entre autres, elle apprit Le Paradis perdu par cœur et fut initiée aux histoires anciennes de l'Inde par sa mère. 
Son frère Abju mourut en 1865 et la tuberculose fut fatale à sa sœur Aru le 23 juillet 1874.

### Années en Europe
En 1869, la famille quitta l'Inde et Toru fut une des premières filles bengalies à naviguer jusqu'en Europe. Les Dutt y passèrent quatre ans, un en France et trois en Angleterre. Ils visitèrent aussi l'Italie et l'Allemagne.
Ils vécurent d'abord en France de 1869 à 1870, dans le sud puis à Paris. Toru étudia le français à Nice puis connut brièvement l'internat. En 1870, la famille s'installa à Londres, où elle étudia la musique. En 1871, ils déménagèrent à Cambridge, où ils restèrent jusqu'en 1873.
En 1872, l'Université de Cambridge mit en place une série de cours intitulés Higher Lectures for Women, à laquelle Toru et Aru assistèrent,. Les femmes ne pouvaient accéder à Cambridge à cette époque et les opportunités de suivre une éducation universitaire étaient fort restreintes. Un groupe de personnes, dont le philosophe Henry Sidgwick et la suffragette Millicent Garrett Fawcett, avait mis en place ces cours pour que les femmes aient une chance à l'université. Lectures for Ladies devint ensuite Newnham College en 1871, mais Toru Dutt ne s'inscrivit pas. Sa correspondance mentionne cependant Merton Hall, un ancien nom de Newnham College, et miss Clough en tant que principale de Newnham College. Vers fin 1872, Toru Dutt se lia d'amitié avec Mary Martin, fille du révérend John Martin du Sidney Sussex College. Elles correspondirent après son retour en Inde.
La famille quitta Cambridge en 1873 pour vivre à St Leonards-on-Sea d'avril à novembre 1873 et revenir ensuite à Calcutta.

### Retour en Inde

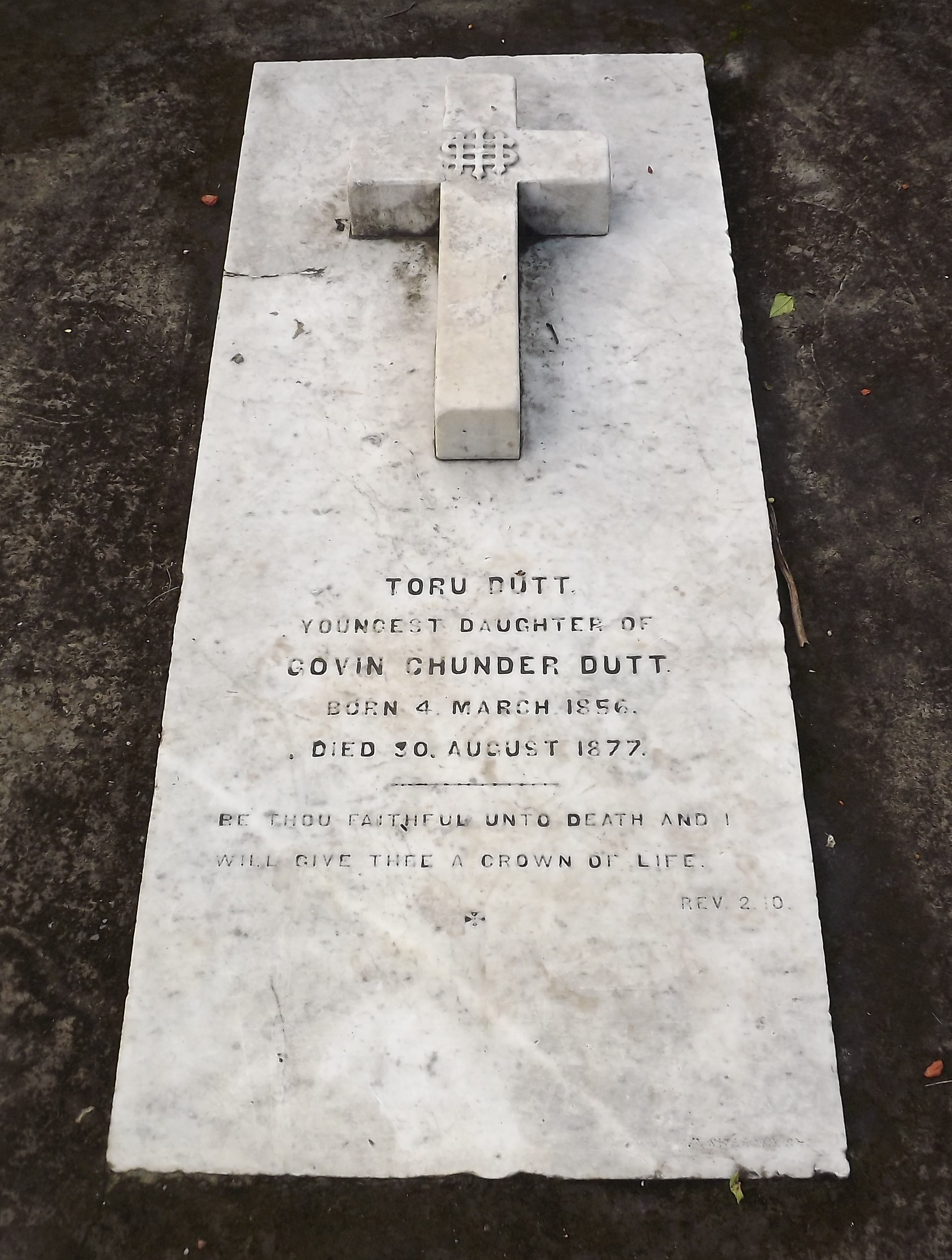
Tombe de Toru Dutt au cimetière chrétien de Maniktala

Toru Dutt connut des difficultés à se réadapter à une culture qui lui semblait désormais « malsaine moralement comme physiquement » à ses yeux christianisés et européanisés,. Trois ans après son retour, elle écrivit à Mary Martin : « Je n'ai été à aucun dîner, ni même à quelque fête que ce soit, depuis que nous avons quitté l'Europe » ou encore : « s'il arrive à un ami de ma grand-mère de me croiser, sa première question est de savoir si je suis mariée  ». Ses observations révèlent une forme de frustration de vivre dans une société qu'elle jugeait conservatrice. Elle reconnaissait cependant aussi que l'Inde était sa vraie maison. Elle se consolait dans ses roboratives études en sanskrit avec son père et les histoires et chants indiens de sa mère.
Comme ses frère et sœur, Toru Dutt mourut de tuberculose le 30 août 1877.

## Œuvre
Toru Dutt était naturellement douée pour les langues et maîtrisait le bengali, l'anglais, le français et le sanskrit, malgré son jeune âge. Elle a laissé derrière elle un volume conséquent de proses et de poésies. Ses deux romans, l'inachevé Bianca or The Young Spanish Maiden, en anglais et Le Journal de Mademoiselle d’Arvers en français, ne comprenaient ni personnages ni toponymes indiens. Son recueil de poésies A Sheaf Gleaned in French Fields, publié en 1876 sans préface ni introduction, consiste en une suite de 165 poèmes traduits du français en anglais, à l'exception d'un titre, À mon père, de sa propre composition, et huit autres traduits par sa sœur. Le recueil passa d'abord inaperçu, jusqu'à ce qu'Edmund Gosse en 1877 lui écrive une critique favorable dans Examiner. Il connut alors une réédition en 1878, puis une troisième par Kegan Paul à Londres en 1880. La deuxième édition comprenait 44 nouveaux poèmes, un portrait de Toru Dutt et de sa sœur, ainsi qu'une préface de leur père.
Elle laissa deux romans à sa mort, Le Journal de Mademoiselle d’Arvers, (publication posthume en 1879), le premier roman en français par un écrivain indien, et Bianca, or the Young Spanish Maiden, peut-être le premier roman en anglais d'une autrice indienne.
Ancient Ballads and Legends of Hindustan est composé de traductions et adaptations du sanskrit. Le recueil fut trouvé par son père parmi ses papiers et publié à titre posthume en 1882. Edmund Gosse écrivit en introduction: « Elle a amené d'Europe une quantité de connaissances qui aurait suffi à qualifier une jeune fille anglaise ou française d'érudite, mais qui dans son cas était tout simplement miraculeuse. » Toru Dutt n'a guère anglicisé ses idées, elle est au contraire restée proche de l'éthique des contes originaux, même si sa compréhension de la vie moderne et son savoir-faire l'aidaient à améliorer leur postérité. Les poèmes les plus connus sont A Sea of Foliage, The Lotus, Sîta, et Our Casuarina Tree. On enseigne souvent ce dernier au lycée en Inde en cours d'anglais.

### Liste des publications
- A Sheaf Gleaned in French Fields, Saptahik Sambad Press, Bhowanipore, 1876
- Bianca, or the Spanish Maiden, paru en feuilleton dans Bengal Magazine de janvier à avril 1878 à titre posthume
- Le Journal de Mademoiselle d’Arvers, Didier, Paris, 1879, posthume
- Ancient Ballads and Legends of Hindustan, 1882, posthume

Toru Dutt a aussi publié de nombreuses traduction de poésies françaises ou d’œuvres depuis le sanskrit et des articles littéraires dans Bengal Magazine ou Calcutta Review de mars 1874 à mars 1877, en particulier sur Leconte de Lisle ou Henry Louis Vivian Derozio. Enfin, elle a écrit un nombre important de lettres.